# Ларионов, Василий Иванович
Ларионов Василий Иванович (1699 — около 1777) — адмирал Российского императорского флота, участник Северной войны (1700—1721), автор трудов об истории флота, генерал-кригскомиссар флота.

## Биография
В 1715 году В. И. Ларионов поступил в ученики морской академии в Санкт-Петербурге. В 1718 году произведён в гардемарины. В 1719 году окончил академию. Участник Северной воны (1700—1721). В сражении со шведами в мае 1719 года находился в отряде Н. А. Сенявина. За бой у острова Эзель 17 июня 1719 года произведён в мичманы.
С 1720 года служил на Балтийском море, находился в отряде капитана 3 ранга Н. П. Вильбоа. 2 марта 1721 года произведён в унтер-лейтенанты, 7 января 1726 года — в лейтенанты.
В 1727 году командирован в Астраханский порт. Привёл в Астрахань построенные в Казани гекботы, на которых ходил в Гилян, где и зимовал. В 1729 году назначен командиром Ярковского порта в дельте Волги. В 1730 году был направлен в Казань для перегона оттуда в Астрахань новых гекботов.
В 1732 году вернулся в Санкт-Петербург. 18 января 1733 года по новому штату записан в лейтенанты майорского ранга. С 1734 года исполнял должность капитана над портом в Кронштадте. В 1735 году назначен в контору генерал-кригскомиссара флота. В 1737 году был послан в Казань для провода в Санкт-Петербург корабельного леса.
В январе 1739 года отправлен в Якутск «для понуждения воеводы» к снабжению продовольствием и припасами отрядов Cеверной экспедиции. Ларионов принял активное участие в организации Якутской навигацкой школы, которую ещё в 1731 году планировали создать в этом городе. Он приказал к обучающимся 26 ученикам в якутской народной «Русской школе» насильно, вопреки нежеланию родителей, добавить казачьих детей в возрасте от 6 до 15 лет, которых набралось 84 человека, затем отобрать из них 25 наиболее способных учеников, которых перевести в навигацкую школу. Были назначены учителя из числа морских служащих находящихся в Якутске. В школе обучали грамоте, арифметике, рисованию, геометрии, тригонометрии и навигации.
3 ноября 1740 года назначен советником Экипажской экспедиции Адмиралтейств-коллегии, которая занималась хранением и использованием такелажа и вооружения судов. По возвращении в 1743 году из Якутска в Санкт-Петербург В. И. Ларионов был представлен к награде, но по определению Сената, велено «быть довольну производством в советники».
5 сентября 1751 года пожалован в морские интенданты бригадирского ранга. В 1752 году был командирован в Архангельск для ревизии порта и пресечения там злоупотреблений. 25 декабря 1755 года вернулся в столицу, назначен обер-штер-кригскомиссаром и определён к исполнению должности генерал-кригскомиссара флота, до передачи её князю М. М. Голицину. 5 мая 1757 года произведён в контр-адмиралы с оставлением в прежней должности в комиссариате.
30 апреля 1762 года произведён в вице-адмиралы с назначением генерал-кригскомиссаром флота. 22 сентября того же года награждён орденом Святой Анны.
7 января 1764 году уволен от службы с чином адмирала и половинным жалованием по прежнему чину генерал-кригскомиссара.
Автор трудов «Записки о строении Российского флота, корабельных лесах и водяных сообщениях», опубликованы в «Жизнеописаниях первых русских адмиралов» (СПб., 1834) и проекта соединения водным путём С.-Петербурга и Архангельска.